# Сямынь
Сямы́нь (Сямэ́нь, Амо́й; кит. трад. 廈門市, упр. 厦门市, пиньинь Xiàmén shì, палл. Сямэнь ши) — город субпровинциального значения в провинции Фуцзянь (КНР), крупнейший порт провинции на побережье Тайваньского пролива. Расположен на островах и прилегающем побережье материка между Цюаньчжоу (к северу) и Чжанчжоу (к югу).

## География

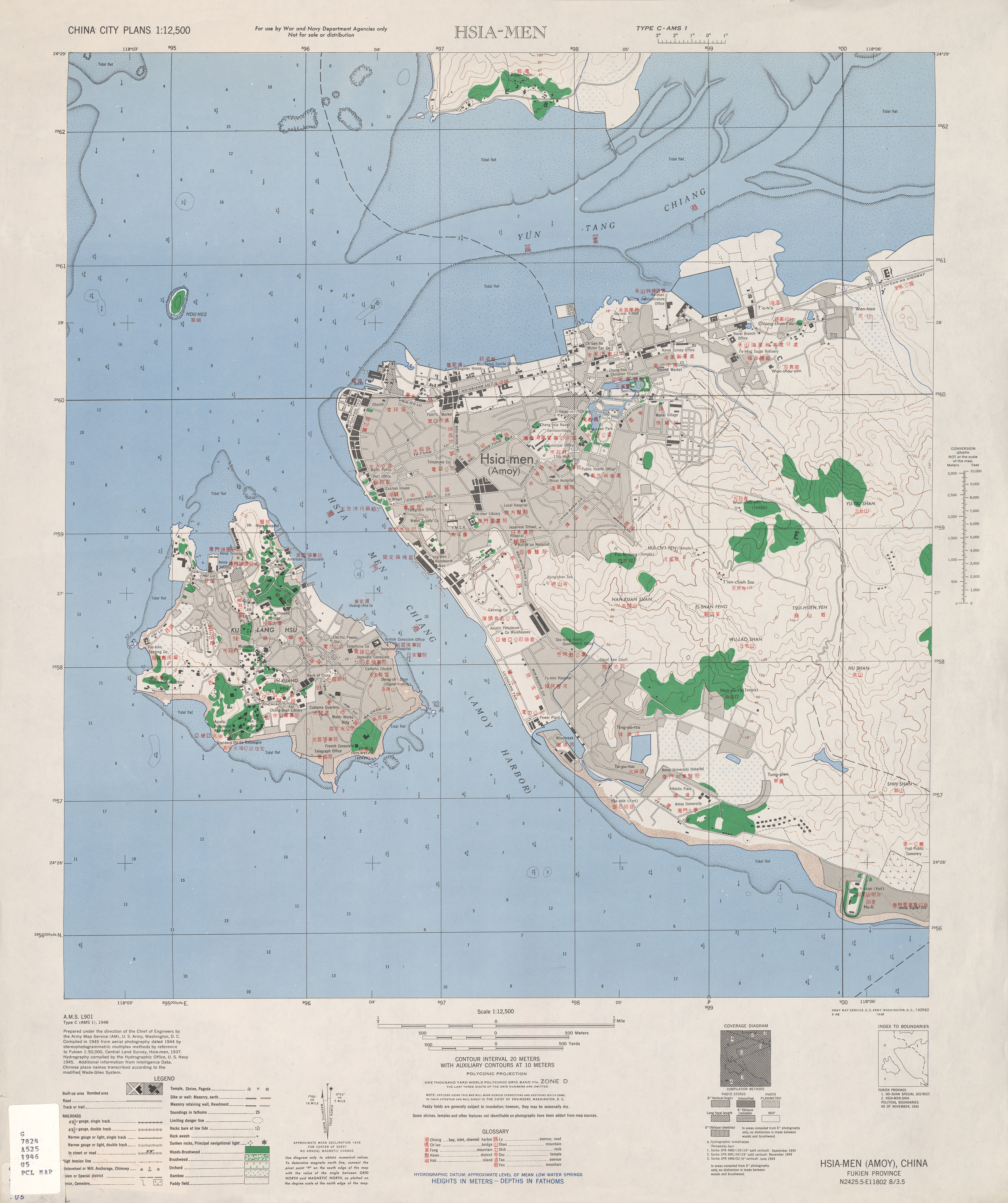
Карта Сямыня 1946 года, когда город занимал лишь юго-западный угол острова Сямынь и соседний островок Гуланъюй

Исторический центр города расположен в юго-западной части острова Сямынь, к югу от озера Юньдан, которое в прошлом было широким эстуарием рек Юньдан.
Остров Сямынь соединен с материком 4 мостами: на западе мост Хайцан соединяет районы Хайцан и Хули, другие три моста (Сямыньский, Силин и Цзимэй) на севере соединяют районы Цзимэй и Хули; кроме того, имеется туннель Сянъань на северо-востоке между районами Сянъань и Хули. На островке Гуланъюй к юго-западу от острова Сямынь ранее находились иностранные консульства, дома иностранных купцов; сейчас это исторический музей-заповедник. Узкий пролив между островами Сямынь и Гуланъюй и назывался собственно Сямыньской гаванью. Все эти территории сейчас входят в район Сымин.
В наши дни большая часть острова Сямынь урбанизирована, с пляжами вдоль южного берега острова и портовыми сооружениями вдоль западного берега (обращенного к Сямыньской гавани в современном, широком понимании). Главный кампус Сямэньского университета также находится на южном берегу острова.
Четыре находящихся на большой земле района Сямыня сейчас тоже быстрыми темпами урбанизируются. Находящийся на западном берегу Сямыньской гавани Хайцан — промышленный и портовый район. В районе Цзимэй находится Цзимэйский университет и «Черепаховый парк» — мемориальный комплекс в честь известного хуацяо, народного просветителя Чэнь Цзягэна, где он сам и погребен в традиционной черепаховой могиле.

### Флора и фауна
В природном заповеднике Уюаньвань, на склонах гор Цимашань, гнездятся синехвостые щурки. Вдоль прибрежной полосы Сямыня обитают белые цапли, хохлатые крачки, малые крачки, розовые крачки, светлые крачки, бурокрылые крачки и белокрылые болотные крачки.
В парках и скверах города широко распространена вербена буэнос-айресская; в горах Сяншань растут фиалки.

## История
Во времена империи Цзинь в 282 году в этих местах был учреждён уезд Тунъань (同安县), который впоследствии был присоединён к уезду Цзиньань. Во времена империи Суй уезд Цзиньань был в 589 году переименован в Наньань.
В эпоху Пяти династий и десяти царств в 903 году, когда эти места находились в составе государства Южная Тан, юго-западная часть уезда Наньань была опять выделена в отдельный уезд Тунъань. Во времена монгольской империи Юань имеющаяся здесь прекрасная гавань служила убежищем для местных пиратов.
Во времена империи Мин в 1387 году здесь для борьбы с пиратами было возведено Сямэньское укрепление, от которого и пошло название «Сямэнь». В 1394 году здесь были размещены центральная и левая охранные тысячи Юннинского караула (永宁卫). Вплоть до XV века отсюда велась активная торговля с Индией, Аравией и Западной Азией; Амой был одним из величайших торговых центров мира. В 1516 году здесь впервые появились португальские суда. Вслед за ними, в 1575 году пришли испанцы, заинтересованные в торговле шёлком, который переправлялся сперва в Манилу, а затем в Мексику. В 1604 году к острову пришвартовалась эскадра голландцев, однако, их попытки наладить отношения с местными купцами не увенчались успехом.
Во время маньчжурского завоевания Китая в середине XVII веке остров Сямынь на несколько лет перешёл в руки китайского пирата-патриота Чжэн Чэнгуна. Сямынь стал его базой для завоевания Тайваня в 1661—1662 годах, куда он сам вскоре и перебазировался. Чжэн Чэнгун объявил эти места Сыминской областью (思明州), однако после перехода этих мест под власть империи Цин Сыминская область была в 1680 году ликвидирована, и эти места снова получили название «Сямэнь».
Первое английское торговое судно появилось на берегу острова в 1670 году, а через какое-то время англичанам удалось развить тут бурную коммерческую деятельность: Британская Ост-Индская компания открывала фабрики и создала крупную факторию. Но в 1730 году пекинское правительство, недовольное натиском и своеволием англичан, выпустило декрет, согласно которому всем кораблям, кроме испанских, запрещалось торговать в этом порту.

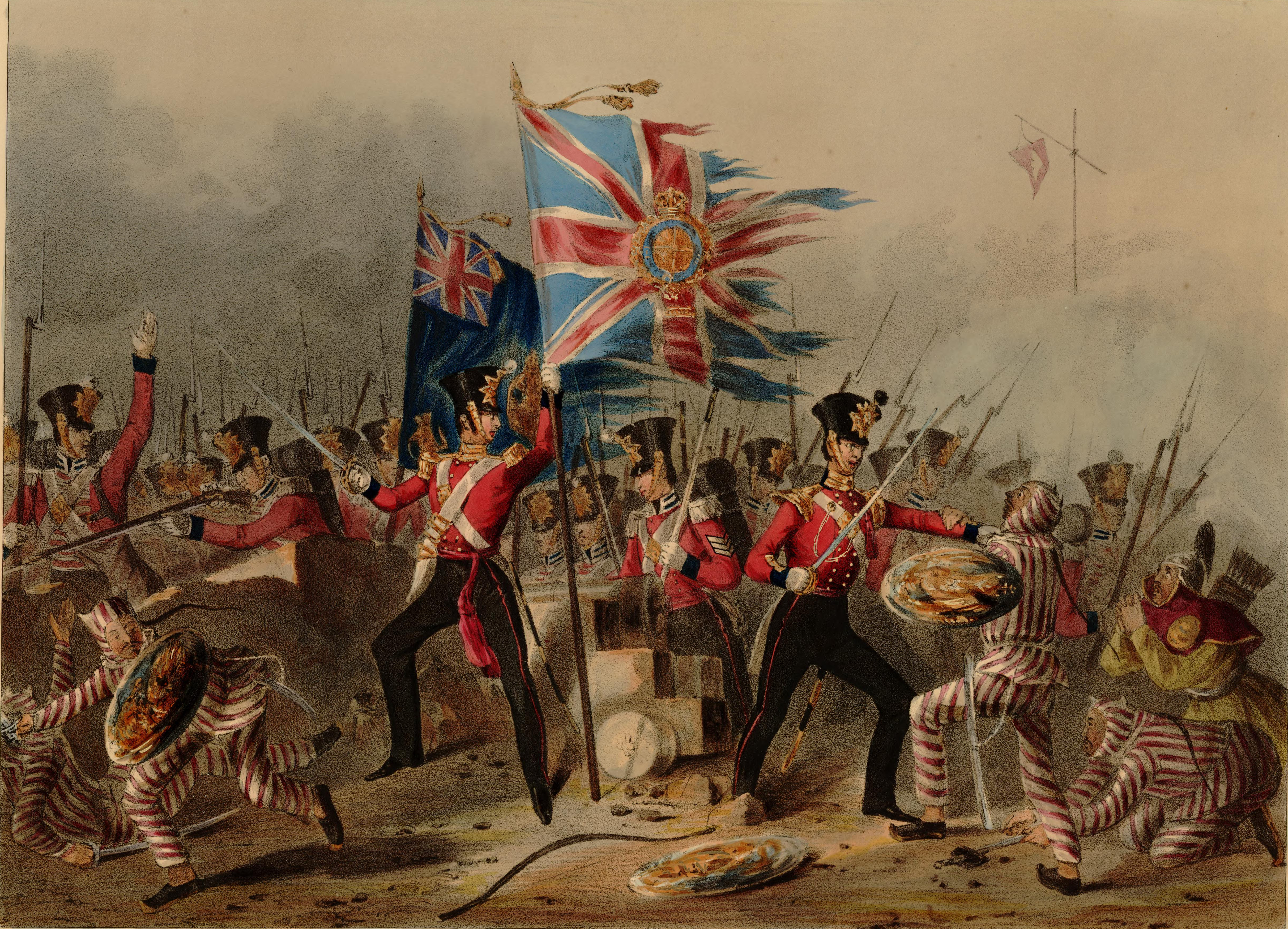
18-й королевский Ирландский полк штурмует Сямыньскую крепость. 26 августа 1841 года

Торговля с Европой возобновилась сразу после неудачной для Срединной империи Первой опиумной войны. Город был захвачен британской эскадрой под командованием сэра Хью Гофа и адмирала Паркера 27 августа 1841 года. В 1843 году порт был открыт для торговли всех наций. На островах в бухте (см. Гуланъюй) стали селиться иностранцы, на острове Колонгсу было создано экстерриториальное поселение — Амойский сеттльмент. Первыми прибывшими в Амой поселенцами стали протестантские миссионеры. Священнослужители, представители Американской реформатской церкви, Нидерландской реформатской церкви, Американской епископальной церкви, Лондонского миссионерского сообщества, Американской пресвитерианской и Английской пресвитерианской церквей начали прибывать на остров с 1842 года. Они заняли особое место в процессе формирования сеттльмента. Их усилиями были основаны сети больниц «Tek-chin-ka» и «Hope and Wilhelmina», созданы школы для китайских детей. Кроме института Тунг-Вэн и Англо-китайского колледжа, спонсируемого как китайскими, так и иностранными коммерсантами, на острове Колонгсу расположились университеты трёх крупнейших протестантских миссий и Объединённая средняя школа. В 1863 году была возведена английская часовня, где каждую субботу проводилась служба на английском языке. Это была крупнейшая английская миссионерская церковь вместимостью близко 1000 человек. Кроме протестантских миссий, на острове располагалась римская католическая, находящаяся под опекой Испанской церкви. К 1908 году в Амое было уже около 100 миссионерских сообществ.
Изначально все коммерческие предприятия возводились не на острове Колонгсу, а на берегу со стороны города. Тем не менее многие коммерсанты предпочитали располагать свои частные резиденции на острове ввиду его природной защищённости от тайфунов. Также в его южной части, на скале, было возведено здание британского консульства. На пристани расположились консульства Германии, США, Франции и Японии, несколько почтовых отделений, два крупных клуба с библиотекой и читальными залами, две гостиницы и аптека. В Колонгсу также находилась крупнейшая спортивная база, где располагались поля для игры в теннис, крикет, хоккей и прочее. Восточную окраину острова довершала Сигнальная станция, которая оповещала о прибытии кораблей в порт и приближении тайфунов или шторма. Большую часть населения острова Колонгсу составляли китайцы: вокруг сеттльмента располагались три китайские деревни с населением в 4000 человек.
На протяжении всего XIX века сямыньский порт оставался наиболее важным для торговли чаем. Вследствие этого местное наречие стало источником многих слов, проникших в европейские языки (напр., «кетчуп»). Кроме того, Сямынь служил плацдармом для заселения и колонизации Тайваня, где сямэньскими чаеторговцами были высажены крупные чайные плантации.
В 1900 году, во время восстания ихэтуаней, Амой был временно занят японцами.
После Синьхайской революции новыми республиканскими властями порт Сямэнь и прилегающие острова были в 1912 году выделены из уезда Тунъань в отдельный уезд Сымин (思明县). В 1915 году острова были выделены в отдельный уезд Цзиньмэнь. В апреле 1935 года был официально создан город Сямэнь, а остальная часть уезда Сымин стала Особым районом Хэшань (禾山特种区). В годы войны с Японией Сямэнь был оккупирован японскими войсками.
В 1945 году остров Гуланъюй стал отдельным районом Гуланъюй (鼓浪屿区) а на острове Сямэнь напротив него был образован Западный район (西区). В 1948 году Западный район был переименован в район Кайюань (开元区).
Во время гражданской войны уезд Тунъань и город Сямэнь были заняты войсками коммунистов лишь на её завершающем этапе, осенью 1949 года. В 1950 году был создан Специальный район Цюаньчжоу (泉州专区), и уезд Тунъань вошёл в его состав, а Сямэнь стал городом провинциального подчинения; северная часть острова Сямэнь стала районом Хэшань (禾山区). В 1953 году из состава уезда Тунъань под юрисдикцию Сямэня был передан посёлок Цзимэй с окрестностями. В 1955 году Специальный район Цюаньчжоу был переименован в Специальный район Цзиньцзян (晋江专区).
В январе 1958 года был расформирован район Хэшань, и из его земель, а также находящихся под юрисдикцией властей Сямэня земель на материке, был создан Пригородный район (郊区).
В августе 1958 года уезд Тунъань перешёл из Специального района Цзиньцзян под юрисдикцию Сямэня; также под юрисдикцию Сямэня была передана часть земель уезда Хайчэн Специального района Лунси (龙溪专区), на которых был создан Сямэньский промышленный район (厦门工业区).
В 1970 году уезд Тунъань вернулся в состав Специального района Цзиньцзян, который с 1971 года был переименован в Округ Цзиньцзян (晋江地区), но в 1973 году он опять перешёл под юрисдикцию Сямэня.
В 1978 году Промышленный район был переименован в район Синлинь (杏林区).
В августе 1987 года Пригородный район был расформирован, а на его месте были образованы районы Хули и Цзимэй.
Постановлением Госсовета КНР от 20 ноября 1996 года уезд Тунъань был преобразован в район городского подчинения.
Постановлением Госсовета КНР от 26 апреля 2003 года районы Кайюань и Гуланъюй были объединены в район Сымин, из района Тунъань был выделен район Сянъань, часть района Синлинь была присоединена к району Цзимэй, а оставшаяся часть района Синлинь стала районом Хайцан.
В 2007 году в Сямыне прошла III Азиатско-Тихоокеанская астрономическая олимпиада.
3—5 сентября 2017 года в Сямыне прошёл IX саммит БРИКС с приглашением руководителей Гвинеи, Египта, Мексики, Таджикистана и Таиланда.

## Административно-территориальное деление
Город субпровинциального значения Сямынь делится на шесть районов:
| Карта                                    | Карта    | Карта     | Карта       | Карта            | Карта         |
| ---------------------------------------- | -------- | --------- | ----------- | ---------------- | ------------- |
| Сымин Хайцан Хули Цзимэй Тунъань Сянъань |          |           |             |                  |               |
| Статус                                   | Название | Иероглифы | Пиньинь     | Население (2010) | Площадь (км²) |
| Район                                    | Сымин    | 思明区    | Sīmíng qū   |                  |               |
| Район                                    | Хайцан   | 海沧区    | Hǎicāng qū  |                  |               |
| Район                                    | Хули     | 湖里区    | Húlǐ qū     |                  |               |
| Район                                    | Цзимэй   | 集美区    | Jíměi qū    |                  |               |
| Район                                    | Тунъань  | 同安区    | Tóng'ān qū  |                  |               |
| Район                                    | Сянъань  | 翔安区    | Xiáng'ān qū |                  |               |

## Экономика

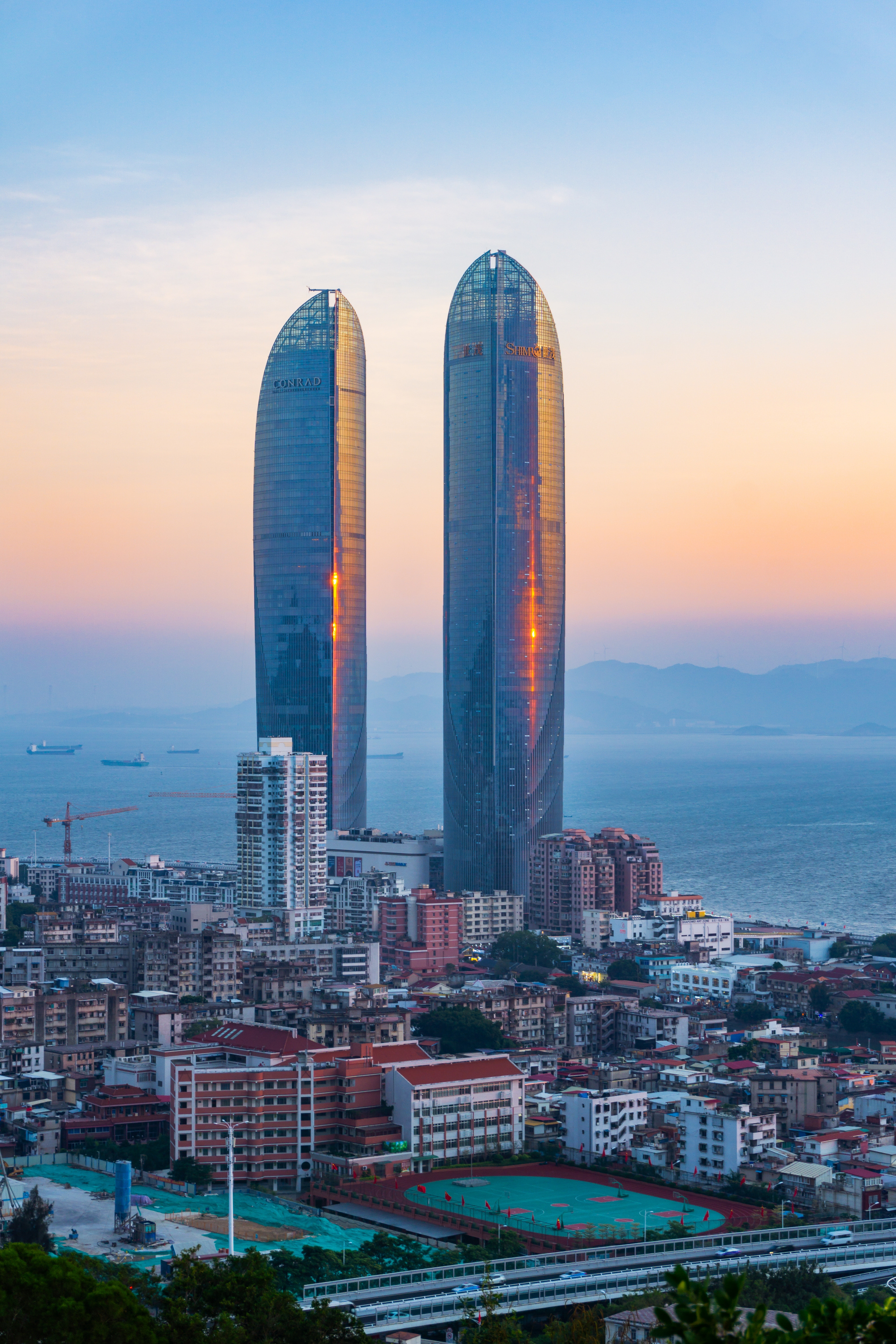
Две башни Shimao Cross-Strait Plaza

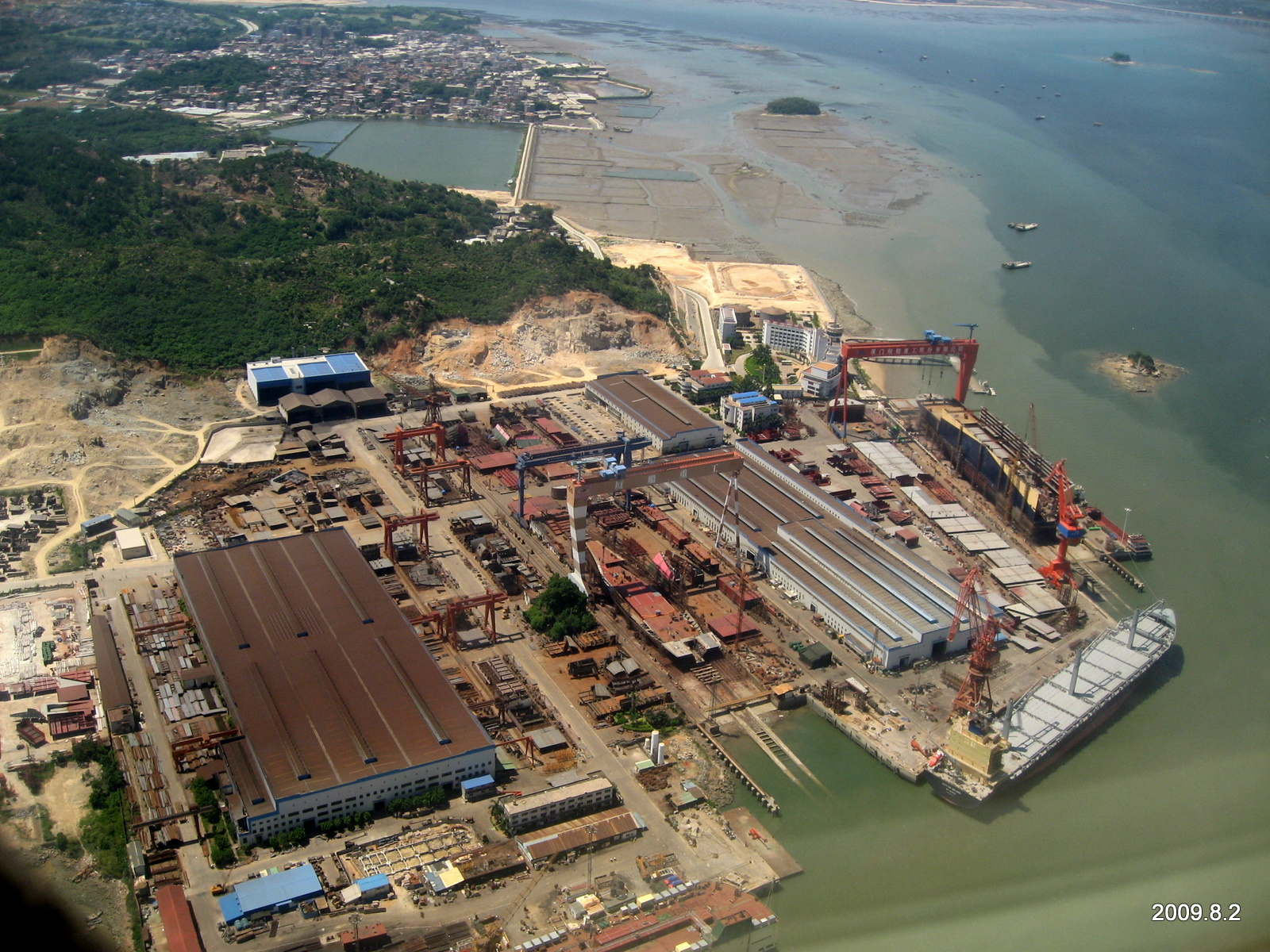
Судостроительный завод

Сямынь является крупным морским портом и важнейшим логистическим узлом Южного Китая (здесь базируются крупнейшие китайские торгово-логистические компании Xiamen C&D, Xiamen ITG Group и Xiamen Xiangyu Group). Кроме того, в городе расположены известные биотехнологические компании Amoy Diagnostics и Zeesan Biotech.

### Промышленность
В городе расположены заводы полупроводниковой продукции компаний Sanan Optoelectronics, Silan Microelectronics, Hongxin Electronics, Hualian Electronics, Xiamen Changelight, United Microelectronics Corporation и Jaysun Semiconductor, автобусные заводы Xiamen King Long Motor Group (King Long) и Xiamen Golden Dragon Bus (Golden Dragon), завод прохладительных напитков Swire Coca-Cola, пищевые фабрики Aonong Biological Technology Group и Anjoy Foods Group, фабрики бумажной упаковки Hexing Packaging Printing и Jihong Technology, нефтехимический завод Xianglu Petrochemicals, заводы электротехники и электроники Hongfa Technology и Xiamen Intretech, заводы медицинского оборудования Comfort Science & Technology Group и Double Medical Technology, заводы энергетического оборудования Schneider Electric и Kehua Data, заводы дисплеев TPV Technology и Tianma Microelectronics, завод стальных конструкций Xiamen Sunrise Group, фармацевтическая фабрика Kingdomway Group, завод погрузчиков Linde Forklift Truck, мебельная фабрика GoldenHome Living, швейные фабрики Xtep и Joeone, завод плёночных материалов Faratronic, завод сантехники R&T Plumbing Technology, завод изделий из углеродного волокна Hongji Weiye Composite Material Technology, завод беспилотных летательных аппаратов Mugin.

### Энергетика
Важное значение имеют терминал по приёму индонезийского СПГ компании China National Offshore Oil Corporation и газовая электростанция сингапурской компании Pacific Oil & Gas.

### Внешняя торговля
По итогам 2021 года общий объём внешней торговли Сямэня достиг 887,65 млрд юаней, что на 27,7 % больше, чем в 2020 году. Объём внешней торговли между Сямэнем и странами БРИКС достиг 73,78 млрд юаней (около 11,6 млрд долл. США), увеличившись на 20,7 % в годовом исчислении. Объём внешней торговли с Бразилией составил 22,65 млрд юаней (+ 12,5 %), а с Россией — 22,52 млрд юаней (+ 32,3 %).
Крупнейшими внешнеторговыми партнёрами Сямыня являются страны АСЕАН (в том числе Индонезия, Вьетнам, Таиланд), США и Евросоюз. Основными статьями импорта являются уголь, железная руда, газ, сельскохозяйственная продукция; основными статьями экспорта — электроника, электротехника, автомобили.

## Транспорт

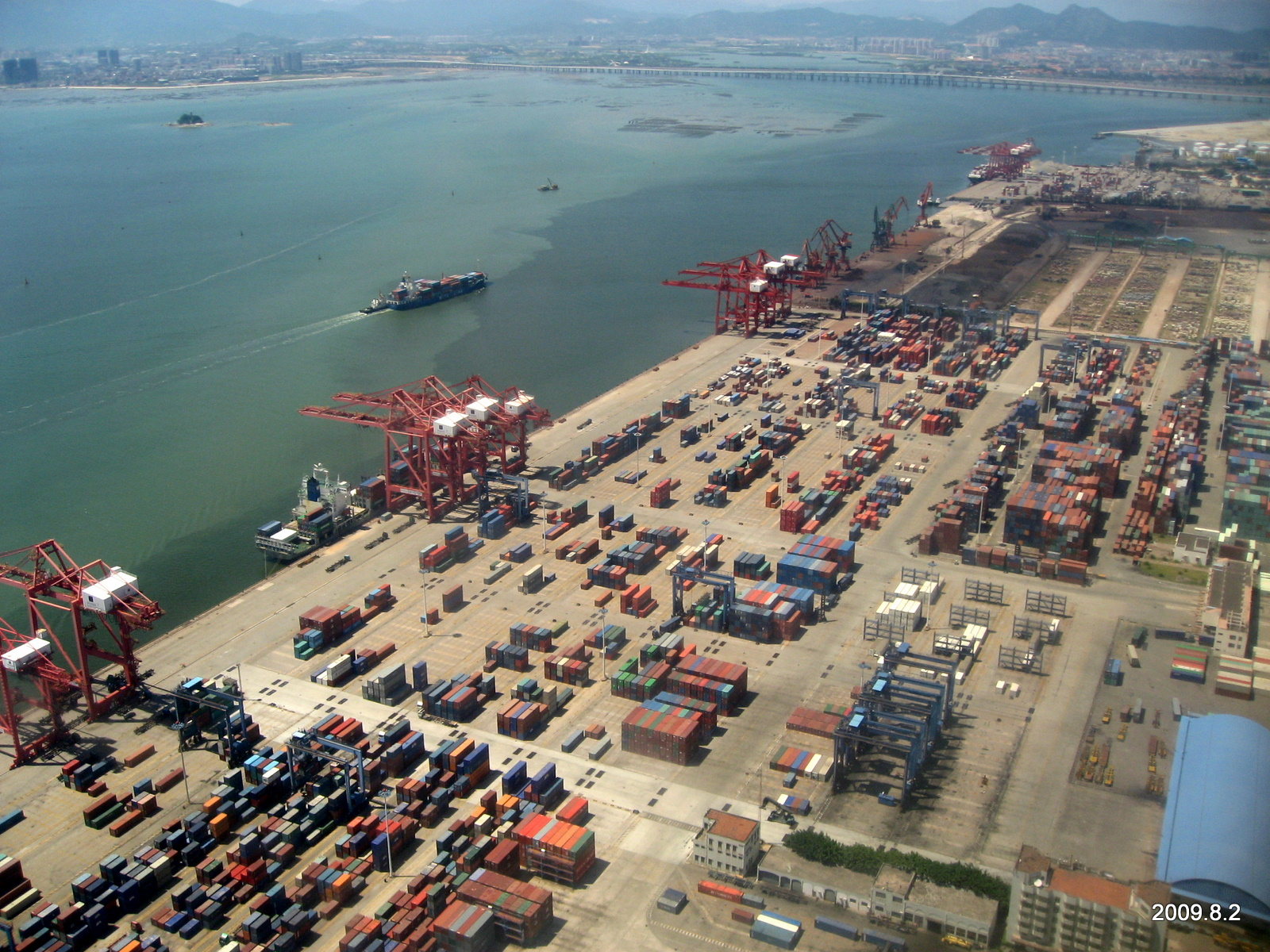
Контейнерный терминал Сямэньского порта

### Водный
Порт Сямэня входит в топ-20 крупнейших контейнерных портов мира. Важное значение имеет товарооборот Сямыня с портами Юго-Восточной Азии (Филиппины, Малайзия, Сингапур).

### Железнодорожный грузовой
Сямэнь является важным логистическим узлом, откуда поезда с китайскими товарами отправляются в Среднюю Азию, Россию, Беларусь, Польшу и Германию. В 2020 году через местную таможню по маршрутам Китай — Европа прошло в общей сложности 273 товарных поезда (+17 % по сравнению с предыдущим годом), которые перевезли свыше 24,1 тыс. контейнеров TEU (+ 36 %) общим весом 142,4 тыс. тонн (+59 %). Общая стоимость обработанных товаров составила 6,22 млрд юаней (+ 40 %).
Первый грузовой поезд по маршруту Китай — Европа отправился из Сямэня в августе 2015 года. По состоянию на 2 августа 2023 года совокупное число перевезенных стандартных контейнеров превысило 100 тыс. TEU; всего из Сямэня отправились 1 213 поездов Китай — Европа, стоимость перевезенных ими грузов составила 4,5 млрд долл. США. В секторе логистики и грузовых перевозок важное значение имеет станция в районе Хайцан.

### Железнодорожный пассажирский
В городе есть метрополитен.
В сентябре 2023 года введена в эксплуатацию 277-километровая высокоскоростная железнодорожная линия Чжанчжоу — Сямынь — Фучжоу, которую обслуживает Северный вокзал. Максимальная скорость движения поездов на линии составляет 350 км/ч.

### Авиационный
Город обслуживает международный аэропорт Сямынь Гаоци. Он является базовым хабом для крупной авиакомпании XiamenAir.

## Культура

### Музеи
Городской музей Сямэня (Сямэньши боугуань, 厦门市博物馆, Xiamen Museum) основан в 1983, открыт в 1988 году, с 2007 находится в новом здании Центра культуры и искусства (в районе Сымин). Музей располагает большой коллекцией памятников археологии и истории, произведений прикладного искусства, живописи и каллиграфии. — Официальный сайт музея (кит.) (англ.)

## Здравоохранение
В 2022 году в Сямыне на базе местной клиники сердечно-сосудистых заболеваний при Сямэньском университете открылся Инновационный центр стран БРИКС для лечения сердечно-сосудистых заболеваний.

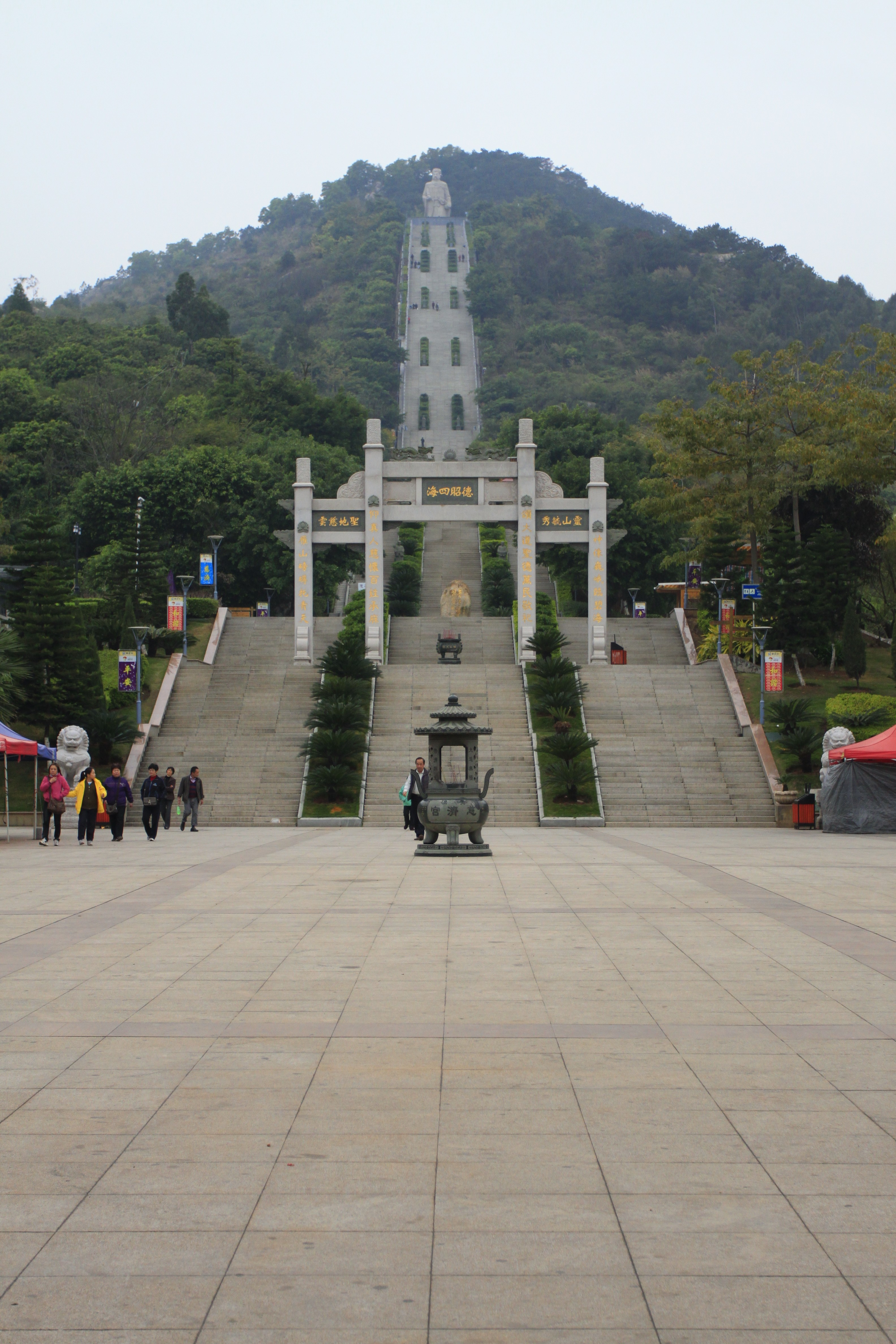
Храм Цинцзяо Цицзи, Хайцан
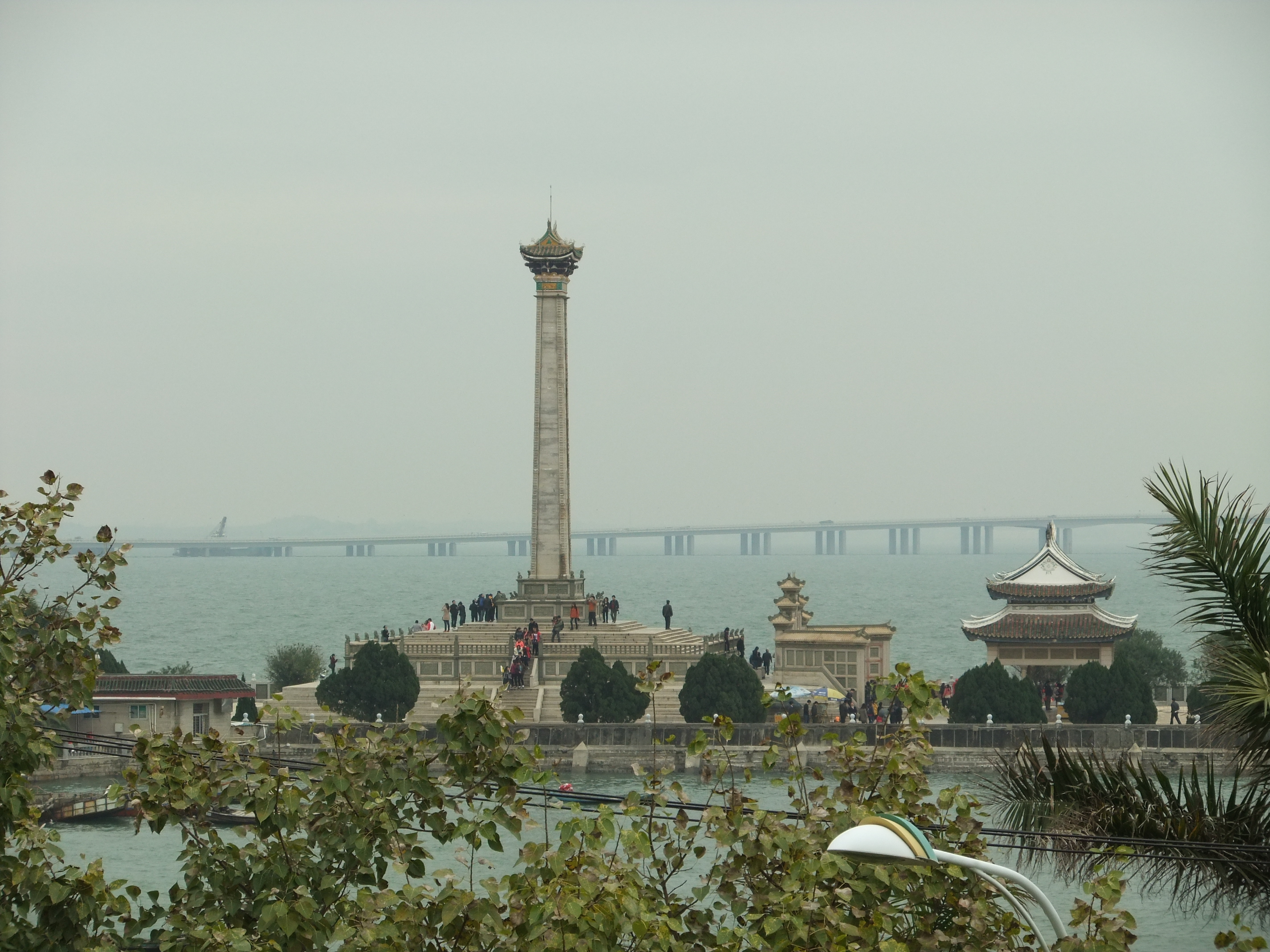
«Черепаховый парк», Цзимэй
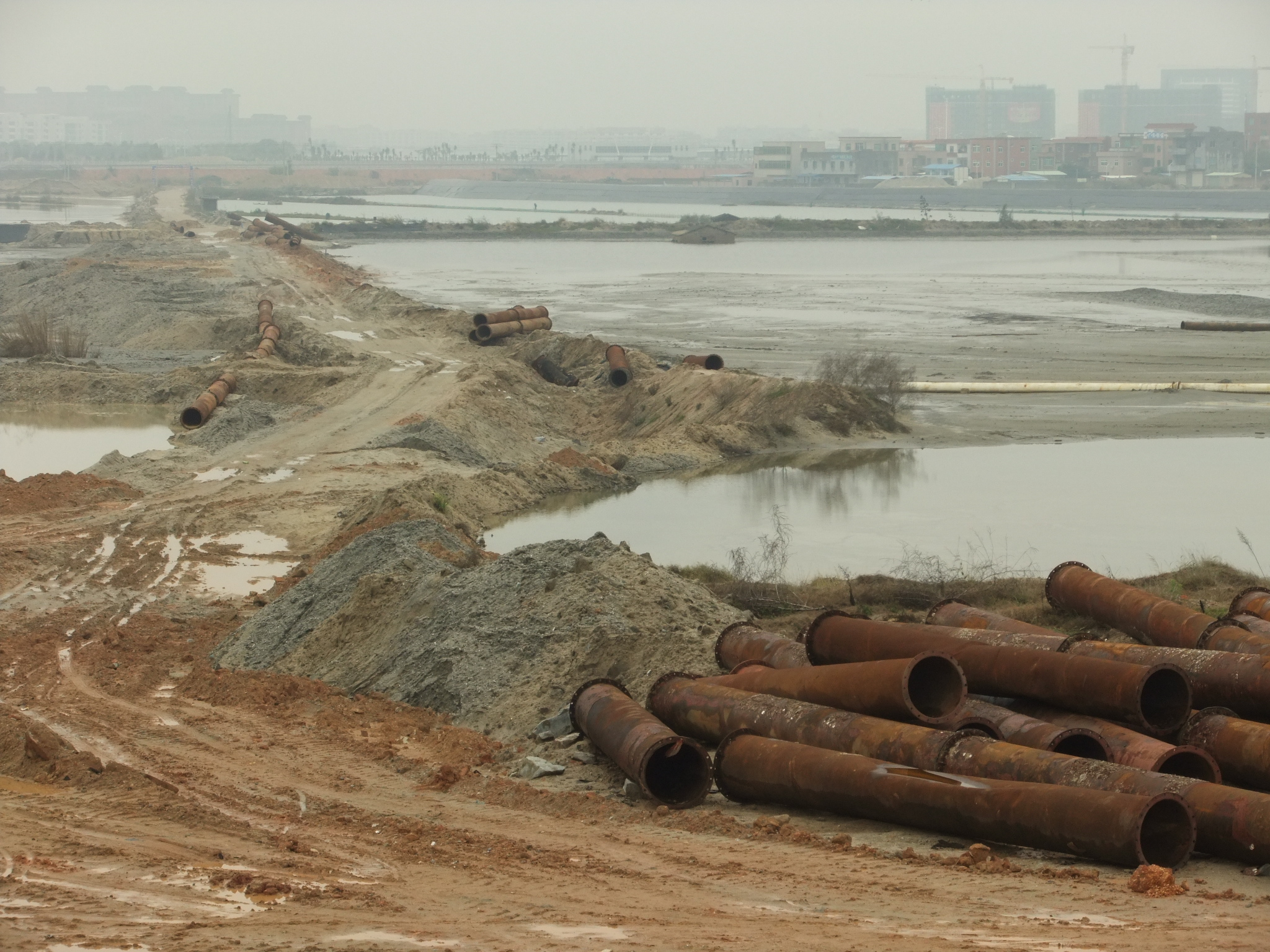
Отсыпка участка под строительство, остров Бинчжоу, Тунъань
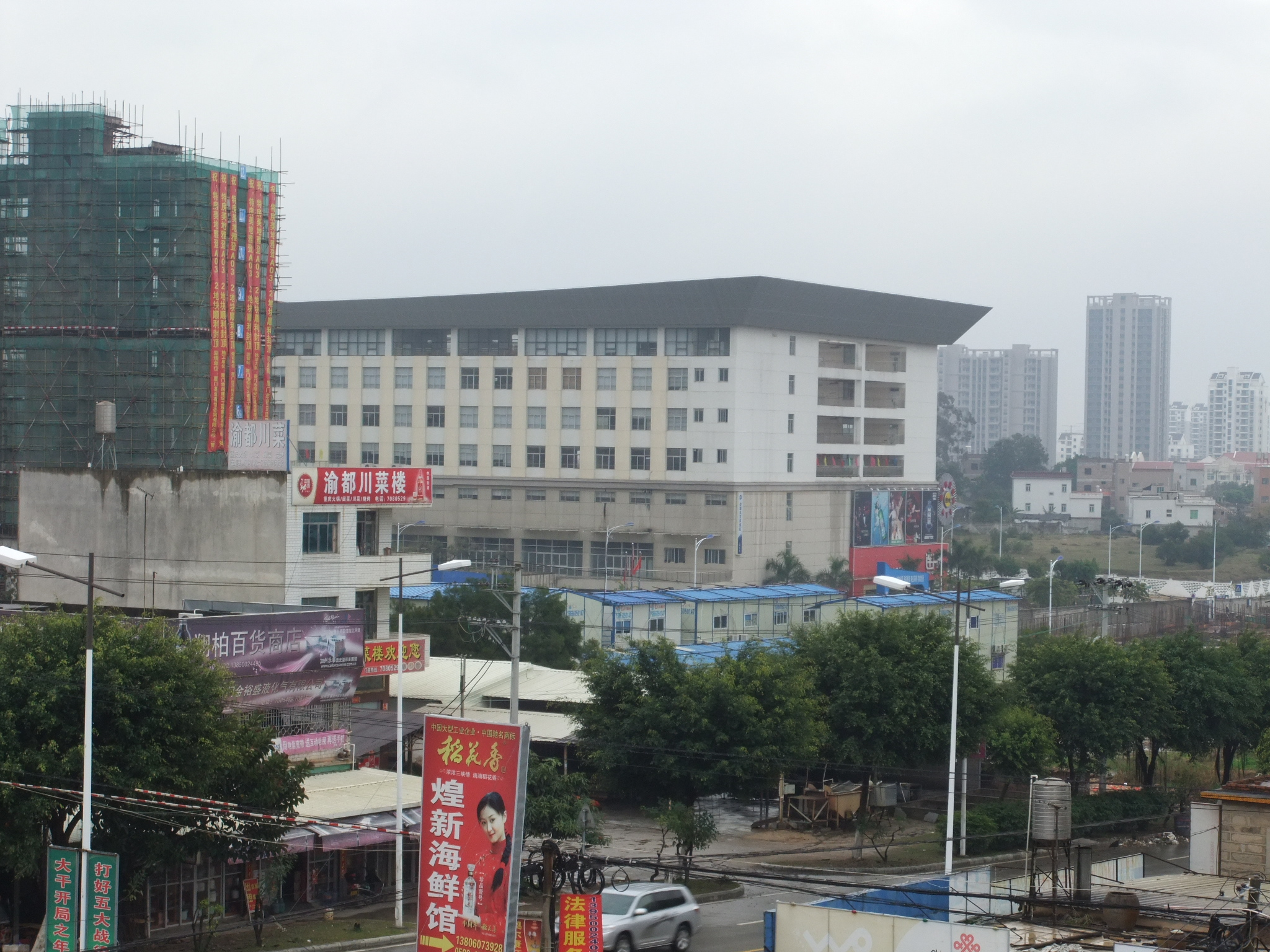
Посёлок Синьдян, центр района Сянъань

## Достопримечательности
- Живописный сад в деревне Сиси[50]

## Города-побратимы
Сямынь является городом-побратимом следующих городов:
- Кардифф, Великобритания — с 1983
- Сасебо, Япония — с 1983
- Себу, Филиппины — с 1984
- Балтимор, США — с 1985
- Веллингтон, Новая Зеландия — с 1987
- Пинанг, Малайзия — с 1993
- Саншайн-Кост, Австралия — с 1999
- Гвадалахара, Мексика — с 2003
- Зутермер, Нидерланды — с 2004
- Кучинг, Малайзия — с 2006
- Сурабая, Индонезия — с 2006
- Мокпхо, Южная Корея — с 2007
- Ричмонд, Канада — с 2008
- Марафон, Греция — с 2009
- Душанбе, Таджикистан — с 2013